# Conus stereusmusearum
Conus stereusmusearum é uma espécie de gastrópode do gênero Conus, pertencente a família Conidae.